# الجدل حول استخدام اللقاح

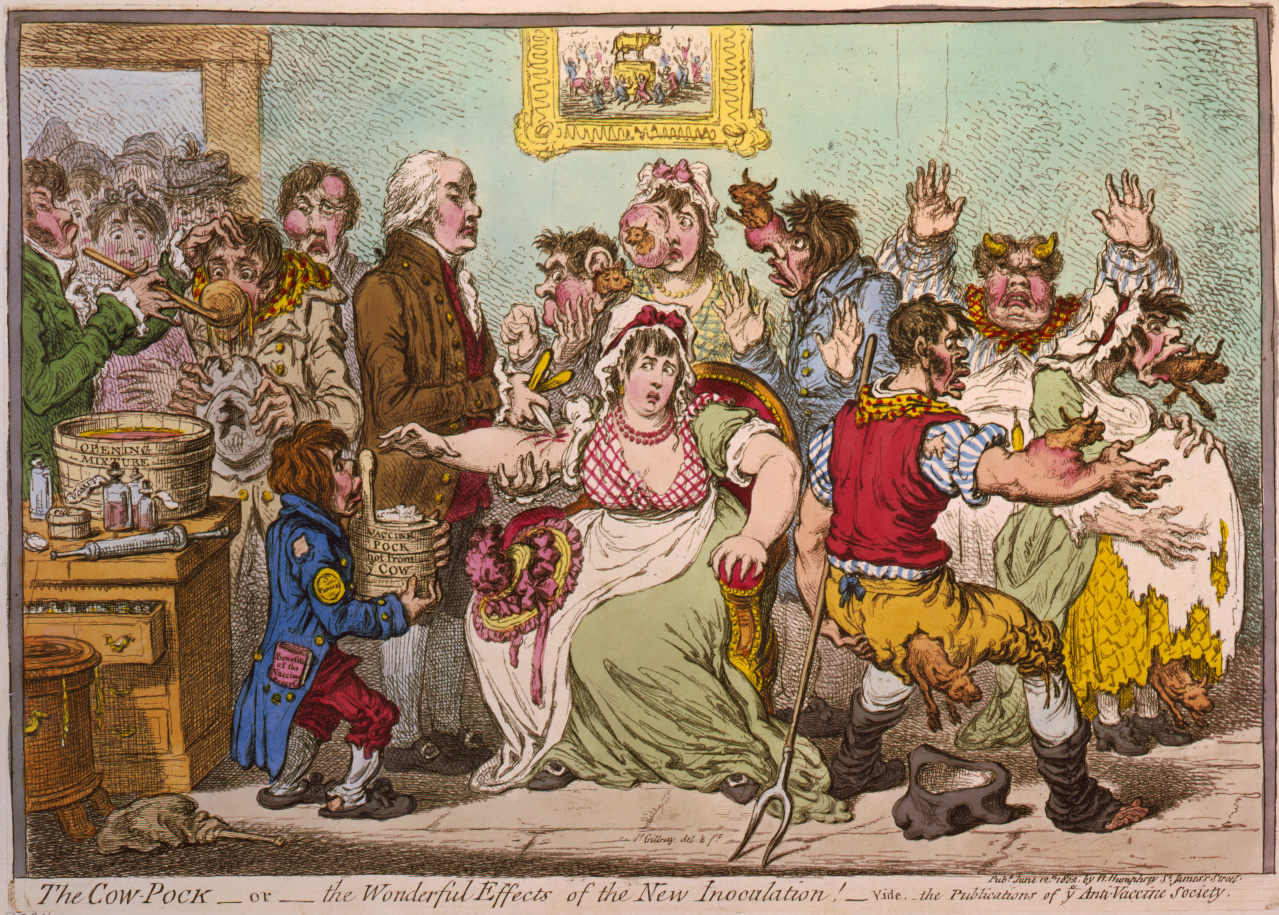
جيمس جيلري، الآثار الرائعة من التلقيح الجديد! (1802)

حدثت خلافات حول اللقاحات منذ ما يقرب من 80 عاما قبل إدخال اللقاحات والتطعيم، وتستمر حتى يومنا هذا، ويتساءل المعارضون عن فعالية وسلامة وضرورة اللقاحات الموصى بها. كما يجادلون بأن اللقاحات الإلزامية تنتهك حقوق الأفراد في القرارات الطبية والمبادئ الدينية. وقد خفضت هذه الحجج معدلات التحصين في بعض المجتمعات، مما أدى إلى تفشي الأمراض والوفيات الناجمة عن أمراض الطفولة التي يمكن الوقاية منها. 
تظهر الأدلة المحيطة بمسألة التطعيم أن المعاناة والموت من الأمراض المعدية تفوق أي آثار ضارة. تعتمد برامج زيادة المناعة باستخدام اللقاحات على ثقة الأفراد في أن تكون فعالة. غالبا يُتبع نظام سلامة حيث يتم افتراض التأثير سلبي المحتمل للقاح؛ ثم يستغرق الأمر عدة سنوات لكى يحصل اللقاح على ثقة الجمهور. ومن الأمثلة الحديثة والملحوظة ادعاءات أندرو ويكفيلد حول لقاح الحصبة والنكاف والحصبة الألمانية.
وقد ساهم رد فعل الناس في زيادة كبيرة في الأمراض التي يمكن الوقاية منها، ولا سيما الحصبة. في عام 2011، وصفت الصلة ما بين التطعيمات وارتباطها باضطراب التوحد «أنها ربما تكون الخدعة الطبية الأكثر ضرراً منذ مائة عام»

## بداية التطعيم

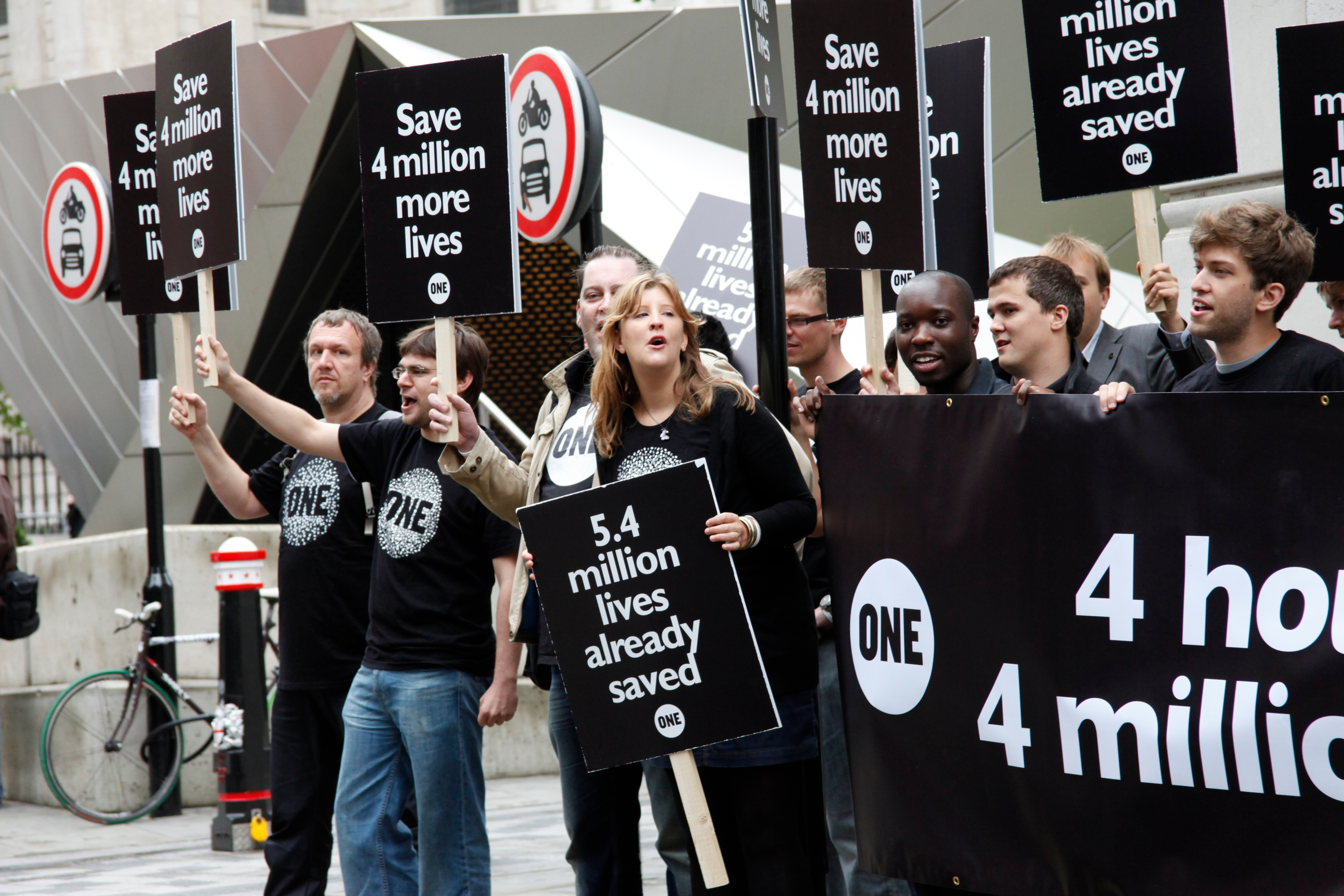
حملة في لندن للتوسع في التلقيح في العالم النامي.

شملت المحاولات المبكرة للوقاية من الجدري، التطعيم ضد المرض على أمل أن تعطي حصانة خفيفة وزيادة للمناعة، سُميت هذه التقنية عندما عرضت من قبل إدوارد جينر في وقت لاحق بـ "variolation" لتجنب اختلاط التطعيم مع جدري البقر، على الرغم من أن "variolation" كان لهُ تاريخ طويل في الصين والهند، فقد استخدم لأول مرة في أمريكا الشمالية وانكلترا في عام 1721. قدم القس كوتون ماثر ذلك إلى بوسطن، ماساشوستس، خلال وباء الجدري عام 1721. على الرغم من المعارضة القوية من المجتمع، أقنع ماثر الدكتور زابديل بويلستون لمحاولة ذلك. أجرى بويلستون أول تجربة على ابنه البالغ من العمر 6 سنوات، وخادمة، وابنه خادمة. في البداية كان المرض شديدا، ثم بعد ذلك اختفى ولم يعد «مرضا شديدا». ذهب بويلستون لتلقيح الآلاف من سكان ماساتشوستس، وتم تسمية العديد من الأماكن له امتناناً لفعلته، قدمت السيدة ماري وورتلي مونتاجو التلقيح إلى إنجلترا، كانت قد رأيت انه يتم استخدامه في تركيا، وفي 1718، تم تطعيم ابنها في القسطنطينية تحت إشراف الدكتور تشارلز ميتلاند. عندما عادت إلى إنجلترا مرة أخرى في 1721، قالت ان ابنتها تم تطعيمها. وقد أثار ذلك اهتماما كبيرا، حيث قام السير هانز سلوني بتطعيم بعض السجناء في سجن نوغيت. كانت النتائج ناجحة، وبعد محاكمة قصيرة أخرى في عام 1722، تم تطعيم اثنين من بنات كارولين دون وقوع حادث. وبفضل هذه الموافقة الملكية، أصبح هذا الإجراء شائعا عندما يتم تهديد البشر بوباء الجدري.
وسرعان ما تقدمت الحجج الدينية ضد التلقيح. على سبيل المثال، في عظة 1772 بعنوان «الممارسة الخطيرة والمؤلمة للتلقيح»، قال القس اللاهوتي الإنجليزي إدموند ماسي أن الأمراض ترسل من قبل الله لمعاقبة الخطيئة وأن أي محاولة لمنع الجدري عن طريق التلقيح هي «عملية شيطانية». وكان من المعتاد في ذلك الوقت أن ينشر الواعظون الشعبيون خطب تصل إلى عدد كبير من الناس. كان هذا هو الحال مع ماسي، الذي وصلت خطبه إلى أمريكا الشمالية، حيث كانت هناك معارضة دينية في وقت مبكر، وخاصة من قبل جون ويليامز، كان هناك مصدر أكبر للمعارضة من قبل الدكتور ويليام دوغلاس، وهو خريج طبي من جامعة أدنبرة وزميل الجمعية الملكية، الذي استقر في بوسطن.:114–22

## تطعيم الجدري
بعد أن قدم إدوارد جينر لقاح الجدري في عام 1798، انخفضت معدلات التطعيم وحظرت في بعض البلدان.

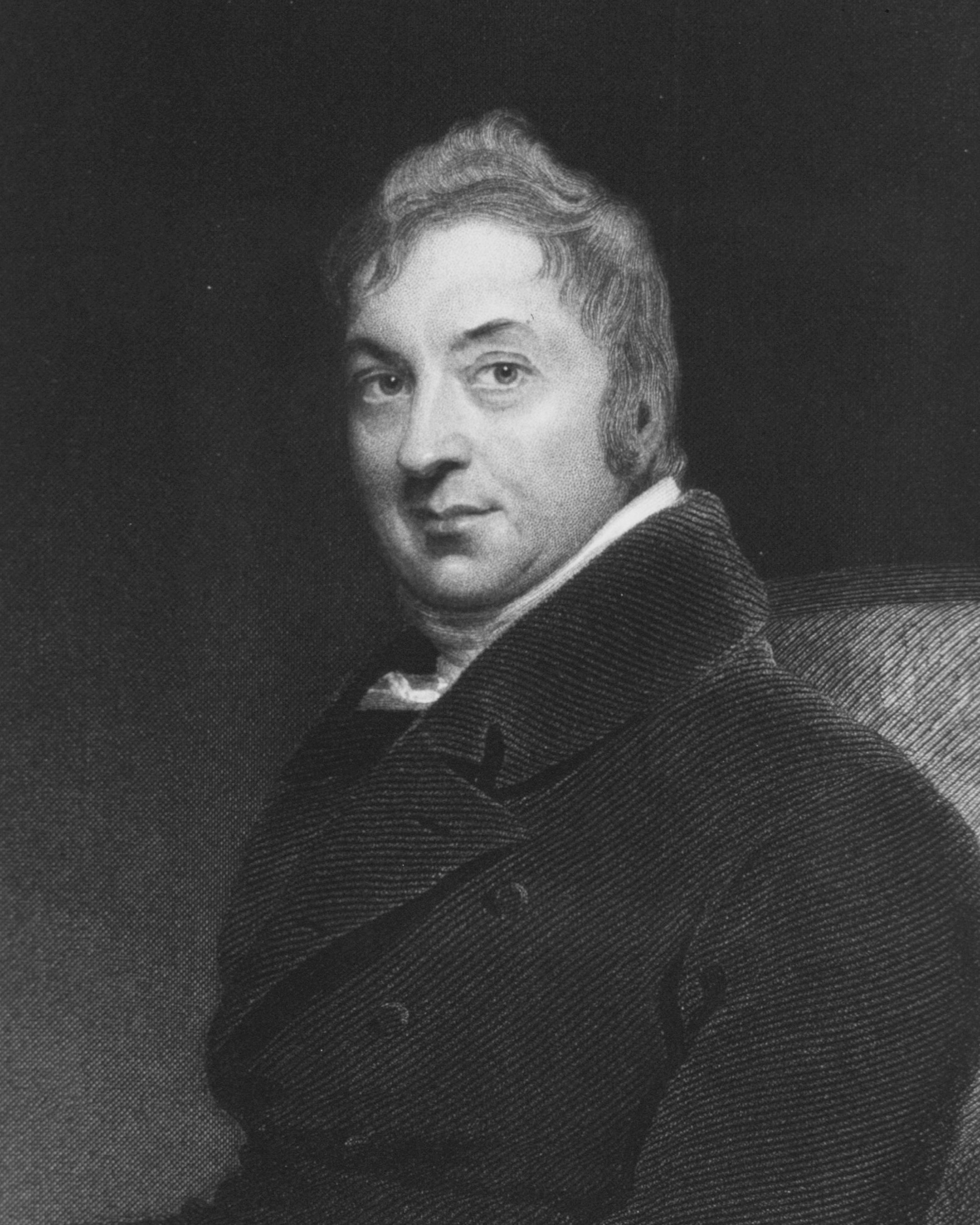
إدوارد جينر

كما هو الحال مع التطعيم، كانت هناك بعض المعارضة الدينية، على الرغم من أنه كان هناك توازنا نوعا ما بدعم من رجال الدين الذين لم يكتفوا فقط بالدعوة إلى التطعيم، بل قاموا بأخذ التطعيمات ضد الجدري.:221 كما كانت هناك معارضة بسبب ظهور الاحتكار والربح من وراء تلك التطعميات. نشر ويليام رولي توضيحات عن التشوهات التي يزعم أنها تنتج عن طريق التطعيم، وقام بنيامين موسيلي بتشبيه جدري البقر بمرض الزهري[ ؟ ].:203–5
كان هناك قلق مشروع من أنصار التطعيم حول سلامته وفعاليته، وكان هذا طاغيا من ناحية الإدانة العامة، وخاصة عندما بدأ التشريع في إدخال التطعيم الإلزامي. والسبب في ذلك هو أن التطعيم تم إدخاله قبل تطوير أساليب المختبر للسيطرة على إنتاجه ومراعاة إخفاقاته. تم الحفاظ على اللقاح في البداية من خلال نقله من يد إلى يد وبعد ذلك من خلال الإنتاج على جلد الحيوانات، وكان العقم البكتريولوجي مستحيلا. وعلاوة على ذلك، لم تكن طرق تحديد مسببات الأمراض المحتملة متاحة حتى أواخر القرن التاسع عشر وحتى أوائل القرن العشرين. الأمراض التي تبين لاحقا أن سببها اللقاح الملوث شملت الحمرة والسل، الكزاز، والزهري، على الرغم من ندرة الإصابة بالمرض بعد أخذ التطعيم، بلغت معدلات الإصابة بالمرض 750 حالة من أصل 100 مليون حالة أخذت لقاح التطعيم. وبسبب ذلك ادعى الدكتور تشارلز كريتون، أحد أبرز المعارضين الطبيين للتلقيح، أن اللقاح نفسه كان سبب مرض الزهري وخصص كتابا كاملا لهذا الموضوع. وعندما بدأت حالات الجدري تحدث لأولئك الذين أخذوا التطعيم في وقت سابق، أشار مؤيدو التطعيم إلى أن هذه الحالات كانت خفيفة جداً وتحدث بعد سنوات من التلقيح. بدوره، أشار خصوم التطعيم إلى أن هذا يتناقض مع اعتقاد جينر بأن التطعيم يمنح حماية كاملة.:17–21 أدت وجهات نظر خصوم التطعيم التي كانت خطرة وغير فعالة على حد سواء إلى تطوير حركات مضادة للتحصين تحديداً في إنكلترا وذلك عندما سن التشريع القانوني لجعل التطعيم إلزاميا.
معارضة التشريعات في انكلترا
وبسبب مخاطرها الكبيرة، تم حظر "variolation" في انكلترا بموجب قانون التطعيم لعام 1840، الذي أدخل أيضا تطعيما طوعيا مجانيا للرضع. وبعد ذلك، أقر البرلمان أعمالا متعاقبة فرضت التطعيم الإلزامي. سن قانون التطعيم الإجباري ككقانون ملزم عام 1853، مع إضافة غرامات لعدم الامتثال والسجن لعدم الدفع. وقد مدد هذا القانون عام 1867 مع شرط السن إلى 14 سنة، في البداية، ونظمت لوائح التطعيم من قبل الأوصياء القانونيين للفقراء، وفي المدن التي كانت فيها معارضة قوية للتلقيح، انتخب الأوصياء المتعاطفين الذين لم يتبعوا الملاحقات القضائية، ثم تغير هذا الأمر من قبل قانون سنة 1871، الذي يتطلب وجود الأوصياء للعمل بهِ، وقد أدى ذلك إلى تغيير كبير في العلاقة بين الحكومة والجمهور، وزادت الاحتجاجات المنظمة. في كيلي، يوركشاير، وفي سنة 1876 اعتقل الحراس وسجنوا لفترة وجيزة في قلعة يورك، مما دفع إلى مظاهرات كبيرة.:108–9 عبرت الحركات الاحتجاجية الحدود الاجتماعية، ووقع العبء المالي من الغرامات على الطبقة العاملة، الذين سيوفرون أكبر عدد من التظاهرات العامة. وقامت الطبقات الوسطى بتنظيم المجتمعات والمنشورات، وجاء الدعم من مشاهير مثل جورج برنارد شو وألفريد راسل والاس، وأطباء مثل تشارلز كريتون وإيدجار كروكشانك، والبرلمانيين مثل جاكوب برايت وجيمس ألانسون بيكتون. وبحلول عام 1885، مع أكثر من 3000 من الملاحقات القضائية المعلقة في ليستر، حصل هناك تجمع جماهيري حضره أكثر من 20 ألف متظاهر.
تحت الضغط المتزايد، عينت الحكومة لجنة ملكية للتطعيم في عام 1889، أصدرت ستة تقارير بين عامي 1892 و 1896، مع ملخص مفصل في عام 1898.  وأدرجت توصيات في قانون التطعيم لعام 1898 الذي لا يزال يتطلب التطعيم الإلزامي ولكنه سمح بالإعفاء لأسباب تتعلق بالاستنكاف الضميري عن تقديم شهادة موقعة من قاضيين. ولم يكن من السهل الحصول عليها في المدن التي أيد فيها القضاة التطعيم الإلزامي، وبعد الاحتجاجات المستمرة، سمح قانون آخر في عام 1907 بالإعفاء من إعلان بسيط وقع عليه. على الرغم من أن هذا قام بحل المشكلة، فإن إجراءات التطعيم الإجبارية بقيت قابلة للتنفيذ من الناحية القانونية، واستمر الضغط من قبل المعارضين من أجل إلغائها. وبعد ذلك لم يكن التطعيم الإجباري أحد مطالب بيان انتخابات حزب العمل العام لعام 1900. وقد تم ذلك كمسألة روتينية عندما أدخلت هيئة الخدمات الصحية الوطنية (المملكة المتحدة). في عام 1948، مع معارضة «تكاد لا تذكر» من أنصار التطعيم الإلزامي.
وكان التطعيم في ويلز مشمولا بالتشريع الإنكليزي، ولكن النظام القانوني الإسكتلندي كان منفصلا. لم يكن التطعيم إلزاميا هناك حتى عام 1863، وسمح بالاستنكاف الضميري بعد احتجاج قوي فقط في عام 1907.:10–11
في أواخر القرن التاسع عشر، تلقت مدينة ليستر في المملكة المتحدة اهتماما كبيرا بسبب طريقة إدارة تطعيم الجدري هناك. وكانت هناك معارضة قوية بشكل خاص للتلقيح الإلزامي، وكان على السلطات الطبية العمل ضمن هذا الإطار. وقد طوروا نظاما لا يستخدم التطعيم ولكنه استند إلى إخطار الحالات والعزلة الصارمة للمرضى ومنع الاتصالات، مع توفير المستشفيات المعزولة. وقد أثبت هذا نجاحا ولكنه كان يتطلب القبول بالعزل الإلزامي بدلا من التلقيح، كيليك ميلارد، الذي كان في البداية مؤيدا للتطعيم الإجباري، عين طبيبا للصحة في عام 1901. وراجع وجهات النظر حول الإكراه ولكنه شجع موظفيه على قبول التلقيح. هذا النهج، الذي طور في البداية بسبب المعارضة الساحقة لسياسة الحكومة، أصبح يعرف باسم طريقة ليستر. وفي الوقت الذي أصبح فيه هناك طريقة مقبولة للتعامل مع فاشيات الجدري، سجلت وادرجت تلك الأحداث كأحد «الأحداث الهامة في تاريخ مكافحة الجدري» من قبل أكثر المشاركين في الحملة الناجحة لمنظمة الصحة العالمية لاستئصال الجدري. وفي المراحل النهائية للحملة، كان يُشار إليها عموما باسم «احتواء المراقبة»، وكانت طريقة ليستر لها الفضل في ذلك.
معارضة التطعيم في الولايات المتحدة والبرازيل
في الولايات المتحدة، اهتم الرئيس توماس جيفرسون اهتماما كبيرا بالتطعيم، جنبا إلى جنب مع الدكتور واترهوس، كبير الأطباء في بوسطن. شجع جيفرسون على تطوير طرق لنقل مواد اللقاح عبر الولايات الجنوبية، والتي تضمنت تدابير لتجنب الأضرار الناجمة عن الحرارة، وهو أحد الأسباب الرئيسية للدفعات غير الفعالة. تم احتواء تفشي الجدري في النصف الأخير من القرن التاسع عشر، وهو تطور يعزى على نطاق واسع إلى تطعيم جزء كبير من السكان. ثم انخفضت معدلات التطعيم بعد الانخفاض الكبير في حالات الجدري، ثم عاد المرض مرة أخرى كوباء في أواخر القرن التاسع عشر.
بعد زيارة إلى نيويورك من قبل البريطاني البارز لمكافحة التحصين وليام تيب عام 1879، تأسست جمعية مكافحة التطعيم في أمريكا[ ؟ ]. ورابطة نيو إنغلاند لمكافحة التطعيم الإلزامي التي تشكلت في عام 1882، وعصبة مكافحة التطعيم بمدينة نيويورك في عام 1885. التكتيكات في الولايات المتحدة تتبع إلى حد كبير تلك المستخدمة في انكلترا. كان التطعيم في الولايات المتحدة ينظمه فرادى الولايات، وذلك لعدم وقوع المظاهرات مثل ما حدث في إنجلترا. وعلى الرغم من أن هذا الجدل قد نظم بشكل عام على أساس كل حالة على حدة، فقد وصل إلى المحكمة العليا في الولايات المتحدة في عام 1905. وفي قضية جاكوبسون ضد ماساتشوستس، أصدرت المحكمة حكما تاريخيا مفاده أن الصالح العام يتخطى الحرية الشخصية.
جون بيتكيرن، المؤسس الأثري لشركة بيتسبرغ للوحات الزجاج (الآن بي جي إندستريز)، برز كممول رئيسي وقائد للحركة الأمريكية المضادة للتطعيم. في 5 مارس 1907، في هاريسبيرغ، بنسلفانيا، ألقى خطابا إلى لجنة الصحة العامة والصرف الصحي في الجمعية العامة لولاية بنسلفانيا ينتقد التحصين. وقد رعى في وقت لاحق المؤتمر الوطني لمكافحة التطعيم، الذي عقد في فيلادلفيا في أكتوبر 1908، أدى إلى إنشاء رابطة مكافحة التطعيم الأمريكية. عندما نظم الدوري في وقت لاحق من ذلك الشهر، اختار الأعضاء بيتكيرن كأول رئيس لهم.
في 1 ديسمبر 1911، عين بيتكيرن من قبل حاكم ولاية بنسلفانيا جون تينر إلى لجنة ولاية بنسلفانيا للتطعيم، وبعد ذلك قام بإعداد تقرير مفصل يعارض بشدة استنتاجات اللجنة. وظل منافسا قويا للتلقيح حتى وفاته في عام 1916.
في تشرين الثاني / نوفمبر 1904، ردا على سنوات من عدم وجود نظام بيئى نظيف يحمي من الأمراض، تليها حملة الصحة العامة بقيادة مسؤول الصحة العامة البرازيلي الشهير أوزوالدو كروز والمواطنين والطلاب العسكريين في ريو دي جانيرو، اندلعت أعمال الشغب في اليوم الذي بدأ فيه تطبيق قانون التطعيم؛ كان التطعيم يرمز إلى الجانب الأكثر خوفا والأكثر وضوحا من خطة الصحة العامة.
ومنذ أوائل القرن التاسع عشر، استقطبت حركة التحصين أعضاء من طائفة واسعة من المجتمع.

## التطعيمات ومضادات السموم
استمرت معارضة التطعيم ضد الجدري في القرن العشرين، واستمر الجدل حول اللقاحات الجديدة وإدخال المعالجة المضادة لسموم الدفتيريا (الخناق). حيث يمكن أن يسبب حقن مصل الحصان في البشر كما هو مستخدم في الترياق أعراض جانبية مثل: فرط الحساسية، ويشار إليه عادة باسم مرض المصل. وعلاوة على ذلك، فإن استمرار إنتاج لقاح الجدري في الحيوانات وإنتاج مضادات الأكسدة في الخيول دفعت مناهضة التشريح إلى معارضة التطعيم.
كان ترياق الخناق يؤخذ من الخيول بعد ان كانت مريضة، حيث يتم استخلاص مضادات السموم من جسم الخيول ثم بعد ذلك حقنه في البشر وكان ذلك في عام 1901، حدث حالات تسمم من حصان يدعى جيم ملوثا وقتل 13 طفلا في سانت لويس بولاية ميسوري. أدت هذه الحادثة، مع تسعة وفيات من الكزاز من لقاح الجدري الملوث في كامدن بولاية نيو جيرسي، مباشرة وبسرعة إلى تمرير قانون مراقبة البيولوجيا في عام 1902.
قام روبرت كوخ في عام 1890 بتطعيم الأفراد الذين لديهم السل، ونتج عن ذلك: فرط الحساسية، ومع ذلك، استخدم كوخ هذا التطيعم. وتسبب هذا في ردود فعل خطيرة ووفيات في الأفراد الذين أُعيد تنشيط السل الكامن في أجسامهم من قبل اللقاح.
في عام 1955، في مأساة تعرف باسم حادث Cutter، أنتجت مختبرات Cutter حوالي 120.000 جرعة من لقاح شلل الأطفال الذس يحتوي عن غير قصد بعض فيروس شلل الأطفال الحية جنبا إلى جنب مع فيروس معطل. تسبب هذا اللقاح في 40.000 حالة شلل للأطفال وخمسة وفيات. وانتشر المرض من خلال أسر المتلقين، مما تسبب في وباء شلل الأطفال الذي أدى إلى 113 حالة أخرى من شلل الأطفال وخمسة وفيات أخرى. كانت واحدة من أسوأ الكوارث الصيدلية في تاريخ الولايات المتحدة.
نشر عام 1998 مقال أكاديمي مزور من قبل أندرو ويكفيلد مما أثار جدل حول لقاح الحصبة والنكاف والحصبة الألمانية. وفي الآونة الأخيرة أيضا، أصبح هناك جدلا ومخاوف ضد لقاح فيروس الورم الحليمي البشري.
غالبا ما تكون الحجج ضد اللقاحات في القرن الحادي والعشرين مماثلة لتلك التي كانت في القرن التاسع عشر ضد التحصين.
وتشير الدراسات التي أجريت خلال الفترة 2008-2010 إلى أن مستويات التعليم العالي والوضع الاجتماعي والاقتصادي للوالدين مرتبطان بانخفاض معدلات التطعيم.

## فعالية التطعيم

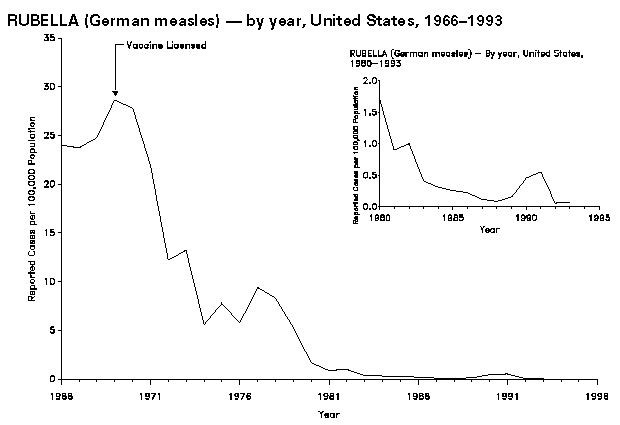
انخفاض الحصبة الألمانية بشكل حاد عند إدخال التحصين الشامل.

فعالية حملات التطعيم واسعة النطاق. حيث ساعدت حملات التطعيم على استئصال الجدري الذي قتل واحداً من بين كل سبعة أطفال في أوروبا،  وقضى تقريبا على شلل الأطفال. وكمثال أكثر تواضعا، فإن العدوى التي تسببها المستدمية النزلية، وهي السبب الرئيسي لالتهاب السحايا الجرثومي وغيرها من الأمراض الخطيرة لدى الأطفال، انخفضت بنسبة أكثر من 99٪ في الولايات المتحدة منذ إدخال اللقاح في عام 1988. التطعيم الكامل، من الولادة وحتى المراهقة، من جميع الأطفال الأميركيين المولودين في سنة معينة ينقذ ما يقدر من 33.000 حياة ويمنع ما يقدر بنحو 14 مليون إصابة.
ويرى بعض خصوم التطعيم أن هذه التخفيضات في الأمراض المعدية ناجمة عن تحسين الصرف الصحي والنظافة الصحية (بدلا من التلقيح)، أو أن هذه الأمراض كانت بالفعل في الانخفاض قبل إدخال لقاحات محددة. ولا تدعم هذه البيانات البيانات العلمية؛ فإن حالات الإصابة بالأمراض التي يمكن الوقاية منها باللقاحات تميل إلى التقلب بمرور الوقت حتى إدخال لقاحات محددة، وعندها انخفض معدل الإصابة إلى ما يقرب من الصفر. ويهدف موقع مراكز مكافحة الأمراض على شبكة الإنترنت إلى مواجهة المفاهيم الخاطئة الشائعة حول اللقاحات، «هل نحن نتوقع أن الصرف الصحي أفضل في التخلص من الأمراض من اللقاحات؟ في الوقت الذي ادخل فيهِ اللقاحات لمحاربة المرض؟»
ويرى النقاد الآخرون أن الحصانة الممنوحة باللقاحات ليست إلا مؤقتة، وتتطلب التعزيز. وكما نوقش من قبل، فإن فلسفات بعض ممارسي الطب البديل تتنافى مع فكرة كون اللقاحات أمر فعال.

### صحة الأفراد

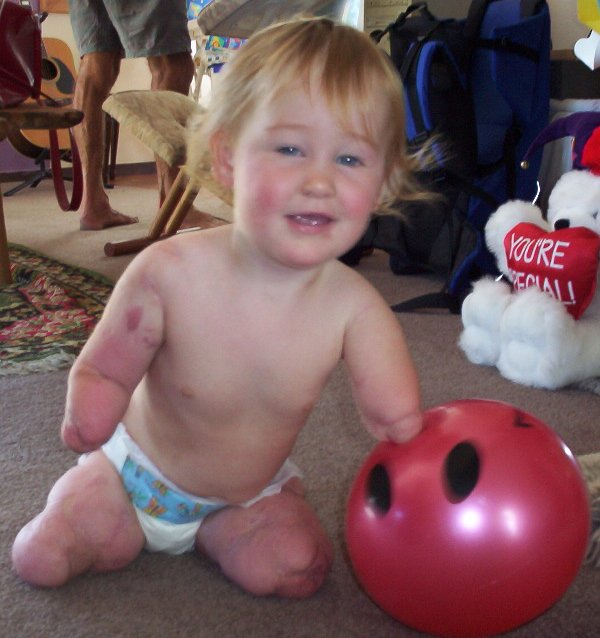
شارلوت كليفيرلي بيسمان، التي بترت أطرافها الأربعة بسبب مرض المكورات السحائية

وتزيد اللقاحات غير المكتملة من خطر المرض بالنسبة لجميع السكان، بمن فيهم أولئك الذين أخذوا التطعيم، لأنه يقلل من الحصانة ضد المرض. على سبيل المثال، يستهدف لقاح الحصبة الأطفال الذين تتراوح أعمارهم بين 9 و 12 شهرا، والفترة بين اختفاء الأجسام المضادة للأم والعدوى الطبيعية يعني أن الأطفال الذين أخذوا التطعيم غالبا ما يكونون ضعفاء. ولكن هذا يقلل مناعة المرض إذا لقح جميع الأطفال. وقد تكون زيادة حصانة الفيروس للتطعيم أثناء تفشي المرض هي المبرر الأكثر قبولا على نطاق واسع للتحصين الجماعي. كما أن التطعيم الشامل يساعد أيضا على زيادة التغطية بسرعة، وبالتالي الحصول على حصانة مناعية ضد الأمراض.
إن زيادة مناعة الفيروسات ضد التطعيمات تؤدي إلى مشكلة أكبر وخصوصا مع الأفراد الذين يعانون من مشاكل في الجهاز المناعي، فبعض الأطفال الذين يعانون من ضعف الجهاز المناعي لا يمكنهم الحصول على بعض اللقاحات، وبالتالي يضطر المجتمع إلى الاعتماد على الآخرين لتلقيح بعض الأمراض. إذا كان الطفل صاحب المناعة الضعيفة محاطاً بالأطفال الذين لم يأخذوا التطعيم والمصابون بالمرض، فإن هذا الطفل حتماً سيصاب هو الآخر. وبينت نتائج احصاء الأطفال الذين يعانون من ضعف أجهزة المناعة والذين يصابون بعد ذلك في كثير من الأحيان بأسوأ حالاً من غيرهم مقارنة بعامة السكان.

### الفعالية من حيث التكلفة
اللقاحات شائعة الاستخدام هي وسيلة فعالة من حيث التكلفة والوقاية لتعزيز الصحة، بالمقارنة مع علاج الأمراض الحادة أو المزمنة، في الولايات المتحدة خلال عام 2001، قدر أن التحصينات الروتينية في مرحلة الطفولة ضد سبعة أمراض ما يزيد على 40 بليون دولار لكل مجموعة من الولادات في السنة، بما في ذلك 10 بلايين دولار من التكاليف الصحية المباشرة، وكانت نسبة الفوائد الاجتماعية لهذه اللقاحات 16.5.

## الأحداث التي تلت تخفيضات التطعيم
وفي العديد من البلدان، أعقبت التخفيضات في استخدام بعض اللقاحات زيادة في معدلات الاعتلال والوفيات. ووفقا لمراكز مكافحة الأمراض واتقائها، فإن استمرار ارتفاع مستويات تغطية اللقاح ضروري لمنع عودة ظهور الأمراض التي قضي عليها تقريبا. ولا يزال السعال الديكي يمثل مشكلة صحية رئيسية في البلدان النامية حيث لا يمارس التطعيم الجماعي؛ وتقدر منظمة الصحة العالمية أنها تسببت في 294.000 حالة وفاة في عام 2002.

### ستوكهولم، الجدري (1873-74)
أدت حملة مكافحة التطعيم بدافع الاعتراضات الدينية، والشواغل حول الفعالية، والمخاوف بشأن الحقوق الفردية إلى انخفاض معدل التلقيح في ستوكهولم إلى أكثر بقليل من 40٪، مقارنة مع حوالي 90٪ في أماكن أخرى في السويد، ثم بدأ وباء الجدري الكبير في عام 1873، وأدى ذلك إلى ارتفاع استخدام اللقاح ونهاية الوباء.

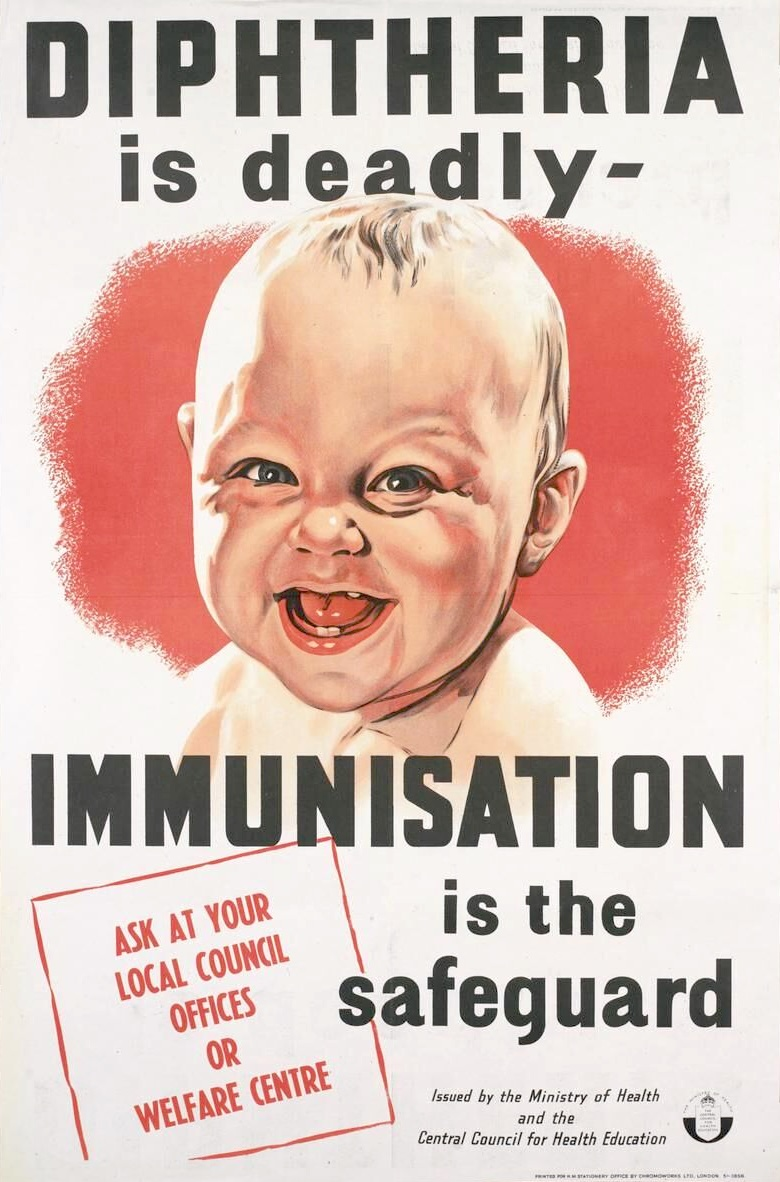
ملصق ما بعد الحرب، حثت وزارة الصحة السكان البريطانيين على تحصين الأطفال ضد الدفتيريا.

### فيتنام
خلال حرب فيتنام، كان التطعيم ضروريا للجنود في الخارج في ساحات القتال. ولأن المرض يتبع الجنود، كان عليهم تلقي اللقاحات التي تمنع الكوليرا والأنفلونزا والحصبة والمكورات السحائية والطاعون وفيروس شلل الأطفال والجدري والكزاز والدفتيريا والتيفود والتيفوس والحمى الصفراء. ومع ذلك، فإن الأمراض السائدة أساسا في بيئة فيتنام في ذلك الوقت هي الحصبة وشلل الأطفال. وبعد وصول الجيش إلى فيتنام، أجرى الجيش الأمريكي «مشروع مساعدة الصحة العامة العسكرية». وكان برنامج الصحة العامة مفهوما مشتركا بين الولايات المتحدة وحكومة فيتنام لإنشاء أو توسيع المرافق الطبية العامة في جميع أنحاء جنوب فيتنام.  واكتمل التلقيح في القرى المحلية في فيتنام، وفحصت الولايات المتحدة العسكرية المرضى، وصرف الدواء لهم، ووزعت الملابس والمواد الغذائية.

### المملكة المتحدة، السعال الديكي (1970s-80s)
في تقرير صدر عام 1974 ورد فيه 36 رد فعل على لقاح السعال الديكي، ادعى أكاديمي بارز في مجال الصحة العامة أن اللقاح كان فعالا بشكل هامشي فقط، وتساءل عما إذا كانت فوائده تفوق مخاطره، وتسببت التغطية التلفزيونية والصحفية الواسعة في حدوث تخويف بين الناس لاستخدام ذلك اللقاح وبالتالى انخفضت معدلات استخدام اللقاح في المملكة المتحدة من 81٪ إلى 31٪، وأتبعت أوبئة السعال الديكي، مما أدى إلى وفاة بعض الأطفال، استمر الرأي الطبي الرئيسي لدعم فعالية وسلامة اللقاح، ثم أعيدت الثقة العامة بعد نشر إعادة تقييم وطنية لفعالية اللقاح، ثم ارتفع استخدام اللقاح إلى مستويات أعلى من 90٪، وانخفضت حالات المرض بشكل كبير.

### السويد، السعال الديكي (1979-96)
في فترة التطعيم التي حدثت عندما علقت السويد التلقيح ضد السعال الديكي، من عام 1979 إلى عام 1996، أصيب نسبة 60 في المائة من أطفال البلد بالمرض الذي يحتمل أن يكون مميتا قبل سن العاشرة.

### هولندا، الحصبة (1999-2000)
تفشي المرض في مجتمع ديني ومدرسة في هولندا ليظهر تأثير الحصبة في السكان غير الملقحين.  وكان عدد السكان المتضررين في المقاطعات قليل حيثو كانوا يتمتعون بمستوى عال من التحصين، باستثناء إحدى الطوائف الدينية التي لم تقبل التطعيم. وتبين الوفيات الثلاث المرتبطة بالحصبة و 68 حالة استشفاء حدثت بين 961 حالة في هولندا أن الحصبة يمكن أن تكون شديدة وقد تؤدي إلى الوفاة، حتى في البلدان الصناعية.

### المملكة المتحدة وأيرلندا، الحصبة (2000)
نتيجة لجدل لقاح الحصبة والنكاف والحصبة الألمانية، انخفض أخذ التطعيمات بشكل حاد في المملكة المتحدة بعد عام 1996. ومنذ أواخر عام 1999 وحتى صيف عام 2000، كان هناك تفشي للحصبة في شمال دبلن بأيرلندا. في ذلك الوقت، انخفض مستوى التحصين الوطني إلى أقل من 80٪، وفي جزء من شمال دبلن كان مستوى التحصين حوالي 60٪. وكان هناك أكثر من 100 حالة دخول في المستشفيات من أكثر من 300 حالة، توفي ثلاثة أطفال وأصيب عدد آخر بأمراض خطيرة، واحتاج بعضهم إلى التهوية الميكانيكية للتعافي.

### نيجيريا، شلل الأطفال، الحصبة، الدفتيريا (2001-)
وفي أوائل العقد الأول من القرن الحادي والعشرين، نصح الزعماء الدينيون المحافظون في شمال نيجيريا، المشتبه بهم في الطب الغربي، أتباعهم بعدم تلقيح أطفالهم بلقاح شلل الأطفال الفموي، وأيد المقاطعة حاكم ولاية كانو، وتم تعليق التحصين لعدة أشهر، وفي وقت لاحق، ظهر شلل الأطفال مرة أخرى في اثني عشر جارة خالية من شلل الأطفال سابقا في نيجيريا، وأظهرت الاختبارات الجينية أن الفيروس هو نفسه الذي نشأ في شمال نيجيريا، وقد أصبحت نيجيريا مصدراً صافياً لفيروس شلل الأطفال لجيرانها الأفارقة. كما أفيد بأن الناس في ولايات الشمال حذرين من اللقاحات الأخرى، تم اصابة نيجيريا بأكثر من 20 ألف حالة من حالات الحصبة وحوالي 600 حالة وفاة بسبب الحصبة من يناير / كانون الثاني إلى مارس / آذار 2005. في عام 2006، استأثرت نيجيريا بأكثر من نصف جميع حالات شلل الأطفال الجديدة في جميع أنحاء العالم. واستمرت انتشار المرض بعد ذلك؛ على سبيل المثال، توفي ما لا يقل عن 200 طفل في تفشي مرض الحصبة في أواخر عام 2007 في برنو (ولاية).

### إنديانا، الولايات المتحدة، ميسليس (2005)
ويعزى تفشي الحصبة عام 2005 في ولاية إنديانا الأمريكية إلى الآباء الذين رفضوا تلقيح أطفالهم. معظم حالات كزاز الأطفال في الولايات المتحدة تحدث في الأطفال الذين اعترض آبائهم على تطعيمهم.

### الولايات المتعددة، الولايات المتحدة، الحصبة (2013-)
في عام 2000، أُعلن التخلص من الحصبة من الولايات المتحدة لأن النقل الداخلي قد توقف لمدة سنة واحدة؛ وكانت الحالات المبلغ عنها المتبقية قليلة جدا.
وذكرت مراكز مكافحة الأمراض واتقائها أن أكبر ثلاثة تفشي للحصبة في عام 2013 نُسبت إلى مجموعة من الناس الذين لم يتم تلقيحهم بسبب معتقداتهم الفلسفية أو الدينية، اعتبارا من أغسطس 2013، ساهمت ثلاثة دول في تفشي المرض هم : نيويورك، ولاية كارولينا الشمالية، وتكساس.
عدد الحالات في عام 2014 أربع مرات وصل إلى 644 حالة، بما في ذلك انتقال الزوار غير الملقحين إلى ديزني لاند في ولاية كاليفورنيا. وقد تأكد أن حوالي 97٪ من الحالات في النصف الأول من العام كانت مستحقة بشكل مباشر أو غير مباشر ان تسافر (أما البقية غير معروفة)، و 49٪ من الفلبين. 165 من بين 288 ضحية (57٪) خلال تلك الفترة تم تأكيد أنهم غير ملقحين عن طريق الاختيار؛ 30 (10٪) تم تحصينهم. العدد النهائي لفاشيات الحصبة في عام 2014 هو 668 حالة في 27 ولاية.
ومن 1 يناير إلى 26 يونيو 2015، أفيد بأن 178 شخصا من 24 ولاية ومقاطعة كولومبيا مصابون بالحصبة. وكانت معظم هذه الحالات (117 حالة [66٪]) جزءا من تفشي كبير متعدد الدول المرتبط بمقاطعة ديزني لاند في ولاية كاليفورنيا، واستمر من عام 2014. وأظهر التحليل الذي أجراه علماء مركز السيطرة على الأمراض أن نوع فيروس الحصبة في هذا الفاشية (B3) كان متطابقا إلى نوع الفيروس الذي تسبب في تفشي الحصبة الكبير في الفلبين في عام 2014. في 2 يوليو 2015، تم تسجيل أول وفاة مؤكدة من الحصبة، أصيبت امرأة مصابة بمرض المناعة في ولاية واشنطن، وتوفيت بعد ذلك بسبب الالتهاب الرئوي بسبب الحصبة.

### سوانسي، الحصبة (2013)
وفي عام 2013، حدث تفشي للحصبة في مدينة سوانسي الويلزية. تم الإبلاغ عن وفاة واحدة. وتشير بعض التقديرات إلى أنه في عام 1995، كان معدل وفيات الأمهات في سن الثانية عند 94 في المائة في ويلز، وانخفض إلى 67.5 في المائة في سوانسي في عام 2003، مما يعني أن المنطقة لديها فئة عمرية «ضعيفة».  وقد ارتبط ذلك بجدل لقاح الحصبة والنكاف والحصبة الألمانية، مما تسبب في تخوف عدد كبير من الآباء من السماح لأطفالهم بتلقي لقاح الحصبة والنكاف والحصبة الألمانية.

## سلامة التطعيمات
قلة منهم ينكرون التحصينات الواسعة التي أدخلها التطعيم على الصحة العامة؛ هناك قلق أكثر شيوعا هو على سلامة البشر. كما هو الحال مع أي علاج طبي، هناك احتمال أن تتسبب اللقاحات في مضاعفات خطيرة، مثل الحساسية الشديدة، ولكن خلافا لمعظم التدخلات الطبية الأخرى، يتم إعطاء اللقاحات للأشخاص الأصحاء، ومن ثم يتوقع مستوى أعلى من السلامة. في حين أن المضاعفات الخطيرة من اللقاحات ممكنة، فهي نادرة للغاية وأقل شيوعا بكثير من مخاطر مماثلة من الأمراض التي تمنعها. ومع ازدياد نجاح برامج التحصين وانخفاض حالات الإصابة بالمرض، ينتقل الاهتمام العام بعيدا عن مخاطر المرض إلى خطر التطعيم. ويصعب على السلطات الصحية أن تحافظ على الدعم العام لبرامج التحصين.
عادة ما تتبع المخاوف بشأن سلامة التحصين نمطا. أولا، بعض المحققين يشيرون إلى أن الدراسة الأولية والدراسات اللاحقة من قبل نفس المجموعة لديها منهجية غير كافية، وعادة ما تكون سيئة الحكم وغير منضطبة. ويصدر إعلان سابق لأوانه عن التأثير السلبي المزعوم، ويردد صداه مع الأفراد الذين يعانون من هذه الحالة، ويقلل من الأضرار المحتملة للتطعيم السابق لمن يستطيع اللقاح حمايته، تحاول مجموعات أخرى تكرار الدراسة الأولية ولكنها تفشل في الحصول على نفس النتائج. وأخيرا، يستغرق الأمر عدة سنوات لاستعادة ثقة الجمهور في اللقاح. والآثار السلبية المنسوبة إلى اللقاحات عادة ما يكون لها أصل غير معروف، وتزايد الإصابة، وبعض المعقولية البيولوجية، وقائع قريبة من وقت التطعيم، والنتائج المخيفة. في جميع الحالات تقريبا، يكون تأثير الصحة العامة محدودا بالحدود الثقافية، حيث يتحدث المتحدثون باللغة الإنجليزية عن لقاح واحد يسبب التوحد، في حين أن المتحدثين الفرنسيين يشعرون بالقلق إزاء لقاح آخر يسبب التصلب المتعدد، والنيجيريون يشعرون بالقلق من أن اللقاح الثالث يسبب العقم.

### الخلافات حول مرض التوحد
لا يوجد دليل على أن اللقاحات تسبب التوحد على الرغم من محاولة الصحافة الشعبية ووسائل الإعلام لربط الاثنين ببعضهم البعض (اللقاح - اضطراب التوحد).

#### ثيومرسال
الثيومرسال عبارة عن مادة حافظة مضادة للفطريات تستخدم بكميات صغيرة في بعض اللقاحات متعددة الجرعات (حيث يتم فتح القارورة نفسها واستخدامها لعدة مرضى) لمنع تلوث اللقاح. على الرغم من فعالية ثيومرسال، فإن استخدام الثيومرسال مثير للجدل لأنه يحتوي على الزئبق، ونتيجة لذلك، طلبت مراكز مكافحة الأمراض في عام 1999 والأكاديمية الأمريكية لطب الأطفال من صانعي اللقاح إزالة الثيومرسال من اللقاحات بأسرع ما يمكن على المبدأ التحوطي، ثيومرسال هو الآن غائب عن جميع اللقاحات الأمريكية والأوروبية المشتركة، باستثناء بعض الاستعدادات للقاح الأنفلونزا. (تبقى كميات التتبع في بعض اللقاحات بسبب عمليات الإنتاج، بحد أقصى 1 ميكروغرام تقريبا، حوالي 15٪ من متوسط المدخول اليومي من الزئبق في الولايات المتحدة للبالغين و 2.5٪ من المستوى اليومي الذي يمكن أن تتحمله منظمة الصحة العالمية.) أثار هذا العمل القلق من أن الثيومرسال كان يمكن أن يكون مسؤولا عن التوحد. وتعتبر الفكرة الآن غير مؤكدة، حيث ارتفعت معدلات الإصابة بالتوحد باطراد حتى بعد إزالة الثيومرسال من لقاحات الطفولة. ولا يوجد حاليا أي دليل علمي مقبول على أن التعرض للثيومرسال هو عامل يسبب التوحد. ومنذ عام 2000، قام الآباء والأمهات في الولايات المتحدة بالتعويض القانوني من صندوق اتحادي بحجة أن الثيومرسال سبب اضطراب التوحد في أطفالهم.  وفضلت لجنة معهد الطب 2004 رفض أي علاقة سببية بين اللقاحات التي تحتوي على الثيومرسال والتوحد.

#### لقاح الحصبة والنكاف والحصبة الألمانية
لقاح الحصبة والنكاف والحصبة الألمانية أو لُقاح MMR هو لقاح مناعي ضدّ الحصبة، والنّكاف، والحصبة الألمانية (الحُمَيراء). فهو مزيج من فيروسات حيّة موهنه للأمراض الثلاث ويُعطى عبر الحقن. طوّره لأوّل مرّة موريس هيلمان عندما كان في شركة ميرك اند كوب. فاللقاح المرخّص للوقاية من الحصبة تم توفيره لأوّل مرّة عام 1963، بينما اللقاح المطوّر منه للحصبة كان عام 1968. بينما اللقاحات للنكاف والحميراء (الحصبة الألمانيّة) تم توفيرهما عام 1967 وعام 1969 بالترتيب. وأصبحت اللقاحات الثلاث للحصبة ، النكاف والحميراء (الحصبة الألمانيّة) لقاحا واحدا متعدّدا عام 1971 هو لقاح الحصبة والنكاف والحصبة الألمانية. ويُعطى لقاح الحصبة والنكاف والحصبة الألمانية بشكل عام للأطفال حول عمر الّسنة الواحدة، والجرعة الثانية قبل بدء المدرسة (على عمر 4/5 سنوات).وتهدف الجرعة الثانية لتكوين المناعة في عدد قليل من الاشخاص (2-5%) والذين فشلوا في تكوينها ضدّ الحصبة بعد الجرعة الأولى. ففي الولايات المتّحدة تم ترخيص اللقاح عام 1971 والجرعة الثانية تمّ تقديمها عام 1989. يستخدم اللقاح بشكل واسع حول العالم; فمنذ تقديم أوائل إصداراته في السبعينيات من القرن الماضي ، تمّ استخدام أكثر من 500 مليون جُرعة في أكثر من 60 دولة. وتنتجه شركة ميرك تحت اسم M-M-R II وكما تنتجه غلاسكو سميث كلاين بمسمى بريو ركس (Priorix) ومعهد الهند للأمصال تحت اسم تري سيفاك (Tresivac)، وسنوفي باستور بمسمى تريم وفاكس (Trimovax). ويعتبر اللقاح عادةً لقاح للأطفال ، ولكنّه أيضا يوصى باستخدامه في بعض الحالات للبالغين المصابين بمتلازمة نقص المناعة المكتسبة.

##### سلامة اللقاح
الآثار الّضّارة، ونادرا الخطيرة، قد تحدث بسبب أيّ من مكونات اللقاح ، فتُصاب نسبة 10% من الأطفال بارتفاع درجة الحرارة، التوعُّك والفتور، والّطفح الجلدي، بعد فترة 5-12 يوم من اللقاح. ونسبة 3% تصاب بآلام المفاصل التي تستمر بمعدّل 18 يوم. وتكون النساء الكبار بالّسن أكثر عرضةً للإصابة بآلام المفاصل ، والتهاب المفاصل الحاد ويحدث نادرا ً الالتهاب المُزمن للمفاصل. وتُعتبر فرط الحساسية استجابة نادرة جدا في حدوثها ولكنّها استجابة خطيرة للقاح. وتُعتبر حساسية البيض من أسباب فرط الحساسية للقاح. ففي عام 2014، أقرَّت منظّمة الغذاء والدواء الأمريكية بإضافة احتمالين آخرين لمشاكل اللقاح تحت مسمّى (الْتِهابُ الدِّماغِ والنُّخاعِ المُنْتَثِرُ الحادّ) و (الْتِهابُ النُّخاعِ المُسْتَعْرِض)، والسماح أيضاً بإضافة عبارة «صعوبة المشي» لمشاكل اللقاح. وتُعتبر الّتقارير في اعتلال الأعصاب قليلة جداً، ولكن هناك دلالات بارتباط أحد أنواع لقاح الحصبة والنكاف والحصبة الألمانية المحتوي على سلالة الحصبة Urabe والحدوث النادر لالْتِهابُ السَّحايا العَقيم (الشكل المؤقّت الخفيف من التهاب الّسحايا الفيروسي). ولكن خدمات الّصحة الوطنيّة في المملكة المتّحدة قد أوقفت استخدام هذه السلالة في أوائل التسعينيات بسبب حالات من التهاب الّسحايا الفيروسي المؤقت الخفيف، وتحوّلت لاستخدام سلالة الحصبة Jeryl Lynn. وبقيت السلالة القديمة Urabe مستخدمة في عدد من الدول ذلك لأنّ تصنيع اللقاح المحتوي على سلالة Urabe يُعتبر أرخص ثمنا ً مُقارنة بذلك المحتوي على سلالة Jeryl Lynn. وقد وُجِدت مراجعات مكتبة كوكرين عند مقارنة لقاح (الحصبة والنكاف والحميراء) بلقاح وهمي ، بأنّ مستخدمي لقاح الحصبة والنكاف والحصبة الألمانية كانوا أقل إصابة بالتهابات المسالك التنفُّسيّة العلوية ، ولكن أكثر تهيُّجا ً، وعُرضة لعدد مشابه (مقارنة بمستخدمي اللقاح الوهمي) من الأضرار الجانبيّة الأخرى . وتحدث الإصابة الطبيعية بالحصبة عادةً بمصاحبة (الفرفرية القَليلَةُ الصُّفَيحاتِ المَجْهولَةُ السَّبَب)وهي طفح فرفري وزيادة في قابلية النزف والتي تزول خلال شهرين عند الأطفال، حيث يعتقد أنّ ما بين 1/25000 إلى 1/40000 طفل يكتسب مرض (الفرفرية القَليلَةُ الصُّفَيحاتِ المَجْهولَةُ السَّبَب) خلال 6 أسابيع من تلّقي لقاح الحصبة والنكاف والحميراء وهو معدل عالٍ مقارنة بالمجتمعات غير المستخدمة للقاح. ويُعتبر مرض (الفُرْفُرِيَّةُ القَليلَةُ الصُّفَيحاتِ المَجْهولَةُ السَّبَب) فيمن هم تحت سن ال 6 سنوات من الأمراض البسيطة ونادرا ما يتبعه عواقب على المدى البعيد.

### ادّعاء ارتباط اللقاح بمرض الّتوحد
في المملكة المتّحدة ، أصبح لقاح (الحصبة والنكاف والحميراء) موضع خلاف بعد أن قام أندرو ويكفيلد. عام 1998 بنشر تقرير حول دراسة أجرِيَت على 12 طفل كانوا يعانون من أعراض معويّة بالإضافة لمرض الّتوحد أو غيره من الأمراض، وتشمل الحالات التي يعتقد الأهل أنّها بدأت بعد استخدام اللقاح بوقت قريب. وفي عام 2010 وجد المجلس الّطبي العام أنّ بحث أندرو ويكفيلد لم يكن صحيحا  ، وقامت مجلّة لانسيت The Lancet بسحب الّتقرير بشكل كامل. وفي عام 2011 نفت المجلة الطبيّة البريطانيّة صحّة ذلك البحث. ولَحِق هذا العديد من دراسات ومراجعات الزملاء والتي لم تنجح في إظهار أيّ ارتباط بين اللقاح ومرض التوحد. فعلى سبيل المثال نفت دراسة أجريَت عام 2010 ل Mrozek-Budzyn, Kieltyka, and Majewska وجود أيّ ارتباط بين لقاح الحصبة ومرض التوحد.
وأقرّت المنظّمات والهيئات الّتالية عدم وجود أيّ إثبات عن ارتباط لقاح الحصبة والنكاف والحصبة الألمانية مع مرض الّتوحد: - Centers for Disease Control and Prevention, - The Institute of Medicine of the National Academy of Sciences, The UK National Health Service وإعطاء اللقاح في ثلاث جرعات منفصلة لا يقلّل من فرصة حدوث الأعراض الجانبية، وعلى العكس فإنّه يزيد من فرصة الإصابة بالمرضين الغير مُحَصّن ضدَّهما من خلال الجرعة الأولى. ولاحظ خبراء الّصحة تأثير الّتقارير الإعلاميّة حول الخلاف بوجود ارتباط فيما بين اللقاح ومرض الّتوحد والتي أدّت إلى انخفاض معدّلات التلقيح  ، حيث كانت معدّلات التلقيح في المملكة المتحدة 92% وهبطت إلى أقل من 80% بعد ما نشره Wakefield. وبالّتالي في عام 1998 تمّ تسجيل 56 حالة مَرضِيَّة بالحصبة في المملكة المتّحدة ووصلت عام 2008 إلى 1348 حالة مَرضِيَّة مع وجود حالتين وفاة مثبتتين. وفي اليابان، تم وقف اللقاح المزيج من الحصبة والنكاف والحصبة الألمانية واستخدام لقاح منفصل لكل مرض منهم، ولكن معدلات تشخيص الإصابة بمرض التوحد استمرت في الارتفاع مظهرة عدم الارتباط مع هذه التغييرات. وفي الولايات المتحدة كانت هنالك شخصيات مشهورة تتحدث ضد التلقيح ومنهم على سبيل المثال: جيني مكارثي،، جيم كاري،، دونالد ترامب. فجميعهم أطلق الادعاءات بان اللقاحات وخاصة لقاح الحصبة والنكاف والحصبة الألمانية يسبب مرض التوحد على الرغم من الإثبات العلمي الذي ينفي هذه الادعاءات. وهذا التأثير الإعلامي أدى إلى الكثير من الجدل بين مواطني الولايات المتحدة حول التلقيح الإجباري للأطفال.

### اللقاح الزائد
الحمل الزائد هو فكرة أن إعطاء العديد من اللقاحات في وقت واحد قد تطغى أو تضعف الجهاز المناعي غير الناضج للطفل وتؤدي إلى آثار ضارة. على الرغم من الأدلة العلمية التي تناقض بشدة هذه الفكرة، يعتقد بعض آباء الأطفال المصابين بالتوحد أن الحمل الزائد للقاح يسبب التوحد. تسبب الجدل الناتج عن العديد من الآباء في تأخير أو تجنب تحصين أطفالهم. وهذه المفاهيم الخاطئة للأبوين تشكل عقبات رئيسية أمام تحصين الأطفال.
مفهوم العيوب الزائدة في اللقاح معيب على عدة مستويات. وعلى الرغم من الزيادة في عدد اللقاحات على مدى العقود الأخيرة، أدت التحسينات في تصميم اللقاحات إلى خفض الحمل المناعي من اللقاحات؛ فإن العدد الإجمالي للمكونات المناعية في اللقاحات ال 14 التي تدار للأطفال الأمريكيين في عام 2009 أقل من 10٪ مما كان عليه في اللقاحات السبعة التي أعطيت في عام 1980. ووجدت دراسة نشرت في عام 2013 عدم وجود علاقة بين التوحد واللقاحات حيث تم إعطاء الأطفال حتى سن الثانية. من بين 1008 طفل في الدراسة، ولد ربع الذين تم تشخيصهم بالتوحد بين عامي 1994 و 1999. وتشكل اللقاحات حمولة مناعية ضئيلة بالمقارنة مع مسببات الأمراض التي يواجهها الطفل بشكل طبيعي، وتشكل حالات الطفولة الشائعة مثل الحمى وأمراض الأذن الوسطى تحديا أكبر بكثير للجهاز المناعي من اللقاحات، وقد أظهرت الدراسات أن اللقاحات، وحتى اللقاحات المتزامنة المتعددة، لا تضعف الجهاز المناعي. أو تضر بالمناعة الشاملة، وقد أدى عدم وجود أدلة تدعم فرضية الحمل الزائد، جنبا إلى جنب مع هذه النتائج المتناقضة بشكل مباشر، إلى استنتاج مفاده أن برامج اللقاح الموصى بها حاليا لا «تفرط» أو تضعف الجهاز المناعي.

### عدوى ما قبل الولادة
هناك أدلة على أن الفصام مرتبط بتعرض الجنين للأنفلونزا، والتهاب التوكسوبلازما. على سبيل المثال، وجدت إحدى الدراسات زيادة خطر الإصابة بالفصام بمقدار سبعة أضعاف عندما تعرضت الأمهات للإنفلونزا في الأشهر الثلاثة الأولى من الحمل. وهذا قد يكون له آثار على الصحة العامة، حيث تشمل استراتيجيات الوقاية من العدوى : التطعيم، والنظافة البسيطة، وفي حالة داء المقوسات، يتم استخدام المضادات الحيوية. واستنادا إلى دراسات أجريت في نماذج حيوانية، أثيرت مخاوف حول احتمال وجود صلة بين الفصام والاستجابة المناعية للأمهات التي تنشطها مضادات الفيروسات؛ خلص استعراض أجري في عام 2009 إلى أنه لا توجد أدلة كافية لتوصية الاستخدام الروتيني للقاح الأنفلونزا الثلاثي خلال الأشهر الثلاثة الأولى من الحمل، إلا أن اللقاح كان لا يزال موصيا به خارج الأشهر الثلاثة الأولى وفي ظروف خاصة مثل الأوبئة أو النساء اللواتي لديهن ظروف أخرى معينة. وتوصي اللجنة الاستشارية المعنية بمكافحة التحصين التابعة للهيئة الأمريكية لمكافحة الأمراض ، والكلية الأمريكية لأطباء النساء والتوليد، والأكاديمية الأمريكية لأطباء الأسرة، بإطلاق لقاحات الأنفلونزا الروتينية للنساء الحوامل، وذلك لعدة أسباب :
- خطر الإصابة بالمضاعفات الطبية الخطيرة المرتبطة بالأنفلونزا خلال الثلثين الأخيرين؛
- احتمالية نقل الأجسام المضادة للأنفلونزا من الأمهات للأطفال، وبالتالي حماية الطفل من الفيروس.
- عديد من الدراسات اثبتت أنه لا توجد أي أضرار تعود على النساء الحوامل أو أطفالهن من اللقاحات.

وعلى الرغم من هذه التوصية، لم يتم تلقيح سوى 16٪ من النساء الحوامل الأصحاء اللواتي شملهن الاستقصاء في عام 2005 ضد الإنفلونزا.

### الألومنيوم
تستخدم مركبات الألمنيوم كمواد مساعدة مناعية لزيادة فعالية العديد من اللقاحات، يبدو أن الألمنيوم يسبب كميات صغيرة من تلف الأنسجة، مما يقود الجسم إلى الاستجابة بمزيد من القوة لما يعتبره عدوى خطيرة وتعزيز تطوير استجابة مناعية دائمة. في بعض الحالات ارتبطت هذه المركبات مع الاحمرار والحكة والحمى، ولكن استخدام الألمنيوم في اللقاحات لم يكن مرتبطا بأحداث سلبية خطيرة. في بعض الحالات، ترتبط اللقاحات المحتوية على الألمنيوم على التهاب العضل العضلي البلعومي (MMF)، والآفات المجهرية المحلية التي تحتوي على أملاح الألمنيوم التي تستمر لمدة تصل إلى 8 سنوات. ومع ذلك، فإن الدراسات التي تسيطر عليها الحالات الأخيرة لم تجد أي أعراض سريرية محددة ، وليس هناك دليل على أن اللقاحات المحتوية على الألمنيوم هي خطرا على الصحة أو يكون تبريراً ضد ممارسة التطعيم. على مدى الأشهر الستة الأولى من حياة الطفل، يرضع الرضيع المزيد من الألمنيوم من مصادر غذائية مثل لبن الأم وحليب الأطفال أكثر مما يفعله اللقاحات.

### لقاحات الجمرة الخبيثة
وعندما بدأ الجيش الأمريكي يطلب من قواته الحصول على لقاح الجمرة الخبيثة، رفضت قوات عسكرية أمريكية متعددة القيام بذلك، مما أدى إلى تهديدات المحاكم العسكرية العسكرية.

### لقاح انفلونزا الخنازير
خلال وباء الإنفلونزا عام 2009، اندلع جدل كبير حول ما إذا كان لقاح الإنفلونزا آمنا، من بين بلدان أخرى، فرنسا. انتقدت جماعات فرنسية عديدة أن اللقاح خطر محتمل، عادة لتعزيز أجندة سياسية أو ثقافية أكبر.

### الشواغل الأخرى المتعلقة بالسلامة
وقد نشرت مخاوف أخرى تتعلق بالسلامة بشأن اللقاحات على شبكة الإنترنت وفي الاجتماعات غير الرسمية وفي الكتب وفي الندوات، وتشمل هذه الفرضيات أن التطعيم يمكن أن يسبب متلازمة موت الرضع الفجائي، ونوبات الصرع، والحساسية، والتصلب المتعدد، وأمراض مناعية ذاتية مثل مرض السكري النوع الأول، فضلا عن الفرضيات القائلة بأن اللقاحات يمكن أن تنقل التهاب الدماغ الإسفنجي البقري (جنون البقر)، وفيروس التهاب الكبد الوبائي، وفيروس نقص المناعة البشرية، وقد تم التحقيق في هذه الفرضيات، مع استنتاج أن اللقاحات المستخدمة حاليا تلبي معايير السلامة العالية، وأن انتقاد سلامة اللقاحات في الصحافة الشعبية ليس له ما يبرره. وأجريت دراسات وبائية جيدة والتي لم تؤيد النتائج الفرضية القائلة بأن اللقاحات تسبب أمراض مزمنة. وعلاوة على ذلك، فإن بعض اللقاحات ربما تكون أكثر عرضة لمنع أو تعديل من سبب أو تفاقم أمراض المناعة الذاتية.

## الحرية الفردية
وقد أثارت سياسات التطعيم الإلزامي المعارضة في أوقات مختلفة من الناس الذين يقولون أن الحكومات لا ينبغي أن تنتهك حرية الفرد في اختيار الأدوية، حتى لو كان هذا الخيار يزيد من خطر المرض لأنفسهم والآخرين. إذا كان برنامج التطعيم يقلل بنجاح من خطر المرض، عند هذه النقطة، قد يعتبر الآباء أن لديهم ما يخسرونه برفض اللقاحات. إذا كان هناك عدد كاف من الناس يأملون في أن يصبحوا محظوظين، ويحصلون على فوائد مناعة ضد الفيروسات دون تلقيح، فإن مستويات التطعيم قد تنخفض إلى مستوى تتوقف فيه الحصانة ضد الأمراض عن أن تكون فعالة.
وفي الولايات المتحدة، تثير قوانين التطعيم الإلزامية في بعض الأحيان ردود فعل من أعضاء الفصائل المناهضة للحكومة أو المتحررة، الذين يبدون قلقهم إزاء ما يعتبرونه تقاربا أو اندماجا بين القطاعين العام والخاص. وهي تشير إلى تضارب المصالح المحتمل بسبب تمويل أبحاث اللقاحات والمعلومات الخاطئة التي تغذي النقاش بين الجانبين. ويرى آخرون أنه من أجل التطعيم الإجباري يجب العمل على الوقاية من الأمراض على نطاق واسع، يجب ألا تكون هناك لقاحات متاحة فحسب، وأن يكون هناك عدد من السكان المستعدين للتحصين.
التطعيم يقدم قضايا أخلاقية تتجاوز القضايا العادية للوالد الذي يقرر الرعاية الطبية لأطفاله، حيث أن الأفراد غير الملقحين ولكن بدون أعراض أو المصابين بالعدوى الضعيفة قد ينشر المرض إلى الناس (وخاصة الأطفال وكبار السن) مع ضعف أجهزة المناعة، والأفراد الذين لم يكن اللقاح فعالا فيهم. لهذا السبب، حتى في الحالات التي لا يشترط القانون فيها حذّرت بعض المدارس وجراحات الأطباء الآباء والأمهات الذين لم يحصلوا على التحصين. وينشأ تعقيد آخر في غرفة الطوارئ ومرافق الرعاية العاجلة، ولا سيما تلك الموجهة نحو معاملة الأطفال كطفل غير محصن، غالبا ما يتم جلبها إلى هذه المرافق بعد اكتساب المرض وإظهار الأعراض. ويتعرض بعد ذلك الأطفال الآخرون الذين هم في المرفق مع أجهزة المناعة الضعيفة لخطر الإصابة بالمرض.

## الدين والتطعيم
وقد تم معارضة التطعيم لأسباب دينية منذ إدخاله، حتى عندما لا يكون التطعيم إلزاميا. بعض المعارضين المسيحيين جادلوا عندما بدأت التطعيمات في الانتشار على نطاق واسع، أنه إذا كان الله قد قرر أن شخصا ما يجب أن يموت من الجدري، فإنه سيكون خطيئة لإحباط إرادة الله عن طريق التطعيم. ولا تزال المعارضة الدينية مستمرة حتى اليوم، لأسباب مختلفة، مما يثير صعوبات أخلاقية عندما يهدد عدد من الأطفال غير الملقحين الأذى للناس. وتسمح العديد من الحكومات للوالدين بإلغاء التطعيمات الإلزامية لأسباب أخرى منها الأسباب الدينية؛ بعض الآباء يزعمون كذبا بمعتقداتهم الدينية حتى يتم إعفائهم من التطعيم.
اتخذت طائفة البرقع الحريدي في إسرائيل موقفا أخلاقيا ضد اللقاحات أو العلاجات الطبية، مما أدى إلى وفاة طفل واحد من الأنفلونزا غير المعالجة.
في الولايات المتحدة، لا توجد حاليا سوى ثلاث ولايات (ميسيسيبي، فيرجينيا الغربية، وكاليفورنيا) التي لا تقدم إعفاءات على أساس المعتقدات الدينية.
وتستمد ثقافات الخلايا لبعض اللقاحات الفيروسية، وفيروس لقاح الحصبة الألمانية، من الأنسجة المأخوذة من عمليات الإجهاض العلاجية التي أجريت في الستينات، مما أدى إلى أسئلة أخلاقية. على سبيل المثال، مبدأ التأثير المزدوج، الذي أنشأه توماس، يرى أن الإجراءات مع كل من العواقب الجيدة والسيئة مقبولة أخلاقيا في ظروف محددة، والسؤال هو كيف ينطبق هذا المبدأ على التطعيم. وقد عبرت كنيسة الفاتيكان عن قلقها إزاء أصل الخلية الجنينية من لقاح الحصبة الألمانية، قالت إن الكاثوليك «يتحملون مسؤولية جسيمة عن استخدام اللقاحات البديلة والاستنكاف الضميري عن أولئك الذين لديهم مشاكل أخلاقية». وخلص الفاتيكان إلى أنه حتى يصبح البديل متاحا، من المقبول للكاثوليك استخدام اللقاح الحالي، وكتب، «هذا خيار بديل غير عادل، ويجب القضاء عليه في أقرب وقت ممكن».

## الطب البديل
وتستند العديد من أشكال الطب البديل على الفلسفات التي تعارض التطعيم، وتشمل هذه بعض عناصر المجتمع بتقويم العمود الفقري عن طريق العالجة اليدوية، المعالجة المثلية، والمداواة الطبيعية.

### العلاج بتقويم العمود الفقري
من الناحية التاريخية، كان العلاج بتقويم العمود الفقري يعارض بشدة التطعيم على أساس اعتقاده بأن جميع الأمراض يمكن أن تعزى إلى أسباب في العمود الفقري، وبالتالي لا يمكن أن تتأثر اللقاحات. كتب دانيال بالمر (1845-1913)، مؤسس العلاج بتقويم العمود الفقري: «إن ارتفاع العبث هو السعي إلى» حماية «أي شخص من الجدري أو أي مرض آخر عن طريق تطعيمه بسم حيوان قذر». ولا يزال التطعيم مثيرا للجدل داخل المهنة. وتركز معظم كتابات العلاج بتقويم العمود الفقري على التطعيم على جوانبها السلبية؛ والجمعية الأمريكية لتقويم العمود الفقري والجمعية الدولية لتقويم العمود الفقري تدعم الإعفاءات الفردية لقوانين التطعيم الإلزامي؛ وجدت دراسة استقصائية أجريت عام 1995 لممثلي العمود الفقري في الولايات المتحدة، حيث يعتقد البعض أنه لا يوجد دليل علمي على أن التحصين يمنع المرض. في حين أن جمعية العلاج بتقويم العمود الفقري الكندي تدعم التطعيم، وجدت دراسة استقصائية في ألبرتا في عام 2002 أن 25٪ من مقوم العمود الفقري نصح المرضى، و 27٪ ينصحون باللقاحات للمرضى أو لأطفالهم.
على الرغم من أن معظم كليات العلاج بتقويم العمود الفقري تحاول تعليم التطعيم بمسؤولية، العديد من أعضاء هيئة التدريس يؤكدون فقط على الآراء السلبية للتطعيم. وأظهرت دراسة استقصائية أجريت بين عامي 1999 و 2000 من طلبة كلية تقويم العمود الفقري الكندي (GMCC)، التي لا تعلم رسميا آراء مكافحة التطعيم، أن طلاب السنة الرابعة عارضوا التطعيم بقوة أكبر مما كان عليه في السنة الأولى من الطلاب، 29.4٪ من طلاب السنة الرابعة يعارضون التطعيم. وأظهرت دراسة متابعة أجريت على طلاب مركز التعليم الطبي في الفترة ما بين 2011-2012 أن المواقف المؤيدة للتلقيح كانت سائدة بشكل كبير. وأبلغ الطلاب عن معدلات تتراوح بين 83.9٪ إلى 90٪. وقد اقترح أحد مؤلفي الدراسة أن التغيير في الموقف يرجع إلى عدم وجود تأثير سابق ل «مجموعة فرعية من بعض الطلاب الكاريزمية الذين التحقوا بمركز تدريب المعلمين في ذلك الوقت.»
ولا تزال بعض مجموعات علاج تقويم العمود الفقري تعارض محاولات الحد من الاستثناءات غير الطبية للتطعيم أو القضاء عليها. في مارس 2015، دعت جمعية أوريغون بتقويم العمود الفقري من قبل أندرو ويكفيلد، كبير مؤلفي الورقة البحثية المزورة ضد لقاح لقاح الحصبة والنكاف والحصبة الألمانية، للإدلاء بشهادتها ضد مجلس الشيوخ بيل «مشروع قانون من شأنه أن يزيل الإعفاءات غير الطبية من قانون التحصين في ولاية أوريغون». ضغطت جمعية تقويم العمود الفقري في كاليفورنيا ضد مشروع قانون عام 2015 لانهاء إعفاءات المعتقدات لللقاحات. كما عارضوا مشروع قانون عام 2012 يتعلق بإعفاءات التطعيم.

## دوافع مالية
ويكسب أنصار الطب البديل من تعزيز نظريات مؤامرة اللقاح من خلال بيع الأدوية غير الفعالة والمكلفة والمكملات الغذائية والإجراءات مثل العلاج بالخيوط والعلاج بالأكسجين عالي الضغط. وعلى وجه الخصوص المكاسب التي تأتي من خلال تعزيز حقن المياه أو "nosodes" التي يزعم أنها طبيعية مثل تأثير اللقاح.  ويمكن للهيئات الإضافية التي لها مصلحة في تعزيز «عدم سلامة» اللقاحات أن تشمل المحامين والجماعات القانونية التي تنظم قضايا المحاكم والدعاوى القضائية ضد مقدمي اللقاحات. وعلى النقيض من ذلك، اتهم مقدمو الطب البديل صناعة اللقاحات بسوء تمثيل السلامة والفعالية للقاحات، وتغطية المعلومات وقمعها، والتأثير على القرارات المتعلقة بالسياسة الصحية لتحقيق مكاسب مالية.
في أواخر القرن العشرين، كانت اللقاحات منتجا بهوامش ربح منخفضة، وانخفض عدد الشركات العاملة في تصنيع اللقاحات، بالإضافة إلى انخفاض الأرباح ومخاطر المسؤولية، كما اشتكى المصنعون من انخفاض الأسعار التي تدفعها اللقاحات والوكالات الحكومية الأمريكية الأخرى للقاحات.  في بداية القرن الحادي والعشرين، تحسن سوق اللقاحات بشكل كبير بعد الموافقة على لقاح Prevnar، بالإضافة إلى عدد قليل من اللقاحات الأخرى ذات الأسعار العالية مثل غارداسيل وبيدياريكس (Gardasil and Pediarix)، والتي كان لكل منها إيرادات مبيعات تزيد على مليار دولار في عام 2008.

## التطعيمات والحروب

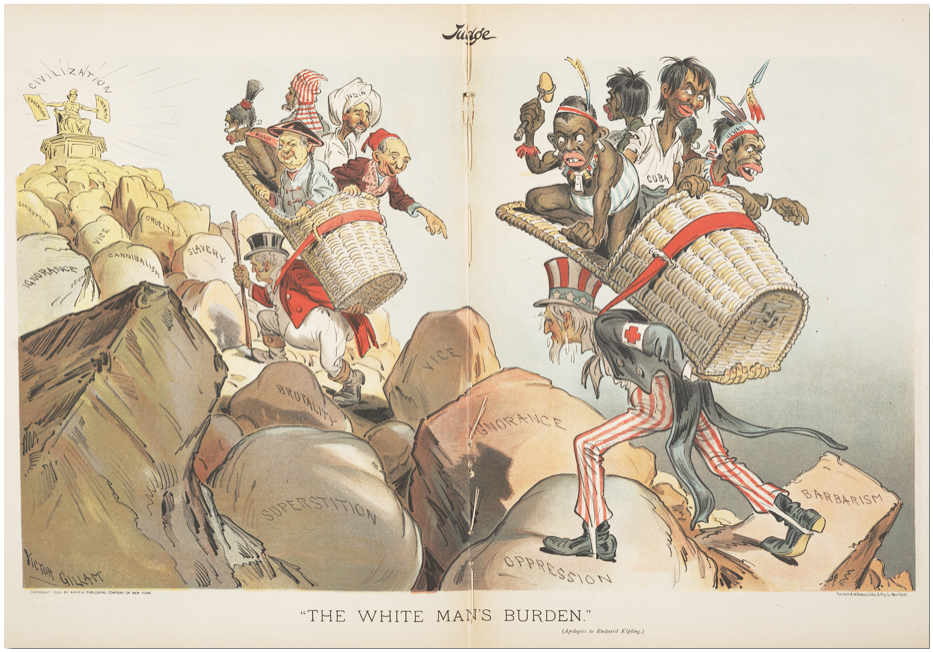
رسم كاريكاتوري للقاضي من قصيدة روديارد كيبلينغ الشهيرة "عبء الرجل الأبيض" التي نشرت في عام 1899. وقد استخدمت فلسفة القصيدة بسرعة لشرح / تبرير رد الولايات المتحدة على ضم الفلبين. واستخدمت الولايات المتحدة "عبء الرجل الأبيض" كحجة للسيطرة الإمبريالية للفلبين وبورتوريكو على أساس الضرورة الأخلاقية لضمان انتشار الحضارة والحداثة.

الولايات المتحدة لديها تاريخ معقد جدا مع التطعيم الإلزامي، ولا سيما في إنفاذ اللقاحات الإجبارية على حد سواء محليا وخارجيا لحماية الجنود الأمريكيين خلال أوقات الحرب. هناك مئات الآلاف من الأمثلة على وفيات الجنود دون الإصابة بالجروح القتالية، بل كانت بسبب المرض. ومن بين الحروب التي ترتفع فيها حصيلة الوفيات من المرض : الحرب الأهلية حيث قُتل بما يقدر ب 620.000 جندي من المرض، أصبح المرض في الحرب عدو كالعدو الذي يتم محاربته في المعركة. نشر الجنود الأمريكيين الأمراض بشكل فعال في بلدان أخرى أدت في نهاية المطاف إلى تعطيل مجتمعات بأكملها مع المجاعة والفقر، وتعطيل أنظمة الرعاية الصحية بأكملها.

### الحرب الأمريكية الأسبانية
بدأت الحرب الإسبانية الأمريكية في أبريل 1898 وانتهت في أغسطس 1898. خلال هذا الوقت سيطرت الولايات المتحدة على كوبا، بورتوريكو، والفلبين من اسبانيا، اتخذت الولايات المتحدة نهجا عمليا في إدارة الرعاية الصحية وخاصة التطعيمات للمواطنين خلال غزو وفتح هذه الدول. وعلى الرغم من أن الحرب الإسبانية الأمريكية وقعت خلال عصر «الثورة البكتريولوجية» حيث كانت معظم اصابات الجنود في الوقت الحالى من المرض وليس من الاسلحة. ومن غير المعروف أن الجنود الأمريكيين تصرفوا كعوامل للمرض الذي يعزز البكتيريا في معسكراتهم العشوائية. هاجم هؤلاء الجنود كوبا، بورتوريكو، والفلبين وأجزاء متصلة من هذه البلدان التي لم يسبق لها أن ربطت من قبل بسبب تفريق البلدان وبالتالي بدأت الأوبئة. وقد شجع تنقل الجنود الأمريكيين حول هذه البلدان على انتقال الأمراض التي أصابت السكان الأصليين بسرعة.
استخدم العسكريون قصيدة روبيارد في كيبلينغ «عبء الرجل الأبيض» لشرح أعمالهم الإمبريالية في كوبا، بورتوريكو، والفلبين والحاجة إلى مساعدة الولايات المتحدة «البرابرة ذوي البشرة الداكنة» على الوصول إلى معايير صحية حديثة. وقد شددت الإجراءات الأمريكية في الخارج قبل الحرب وأثناءها وبعدها على الحاجة إلى عادات صحية مناسبة خاصة بالنسبة للسكان الأصليين. ويتعرض المواطنون الذين يرفضون الالتزام بالمعايير والإجراءات الصحية الأمريكية لخطر الغرامة أو السجن. وشملت إحدى العقوبات في بورتوريكو غرامة قدرها 10 دولارات بسبب عدم التلقيح، وبغرامة إضافية قدرها 5 دولارات عن أي يوم كنت لا تزال غير ملقح، أدى رفض الدفع إلى السجن لمدة عشرة أيام أو أكثر، وإذا رفضت قرى بأكملها سياسة الصرف الصحي الحالية التي يتبعها الجيش في أي وقت من الأوقات، فإنها تتعرض لخطر حرقها على الأرض من أجل الحفاظ على صحة وسلامة الجنود من الجدري المتوطن والحمى الصفراء. وقد تم إعطاء اللقاحات قسرا من أجل مكافحة الصحة والهمجية البربريكيني ذوي البشرة الداكنة، والكوبيين، والفلبينيين. وقدم الأفراد العسكريون في بورتوريكو خدمات الصحة العامة التي بلغت ذروتها بأوامر عسكرية بأن التطعيمات المأذون بها للأطفال قبل ستة أشهر، فضلاً عن أمر آخر أصدر أمرًا عاماً بالتطعيم. وبحلول نهاية عام 1899 في بورتوريكو وحدها، قام الجيش الأمريكي وغيره من القائمين بالتطعيم الأصليين الذين تم تعيينهم باسم "practicantes" بتلقيح ما يقدر ب 860.000 من السكان الأصليين في فترة خمسة أشهر، بدأت هذه الفترة حركة الولايات المتحدة نحو توسيع الممارسات الطبية التي شملت «الطب الاستوائي» في محاولة لحماية حياة الجنود في الخارج.

## للمزيد من القراءة
- Largent, Mark A. (2012). Vaccine: The Debate in Modern America. Johns Hopkins University Press. ISBN:978-1421406077. مؤرشف من الأصل في 2022-06-17.
- Bedford H، Elliman D (2000). "Concerns about immunisation". BMJ. ج. 320 ع. 7229: 240–3. DOI:10.1136/bmj.320.7229.240. PMC:1117437. PMID:10642238.
- Davies P، Chapman S، Leask J (2002). "Antivaccination activists on the world wide web". Arch Dis Child. ج. 87 ع. 1: 22–5. DOI:10.1136/adc.87.1.22. PMC:1751143. PMID:12089115.
- Elliman D، Bedford H (2004). "MMR: Science and Fiction. Exploring the Vaccine Crisis; MMR and Autism: What Parents Need to Know". BMJ. ج. 329 ع. 7473: 1049. DOI:10.1136/bmj.329.7473.1049.
- Friedlander E (2007). "The anti-immunization activists: a pattern of deception". مؤرشف من الأصل في 2020-09-26. اطلع عليه بتاريخ 2007-11-13.
- Hanratty B، Holt T، Duffell E، Patterson W، Ramsay M، White J، Jin L، Litton P (2000). "UK measles outbreak in non-immune anthroposophic communities: the implications for the elimination of measles from Europe". Epidemiol Infect. ج. 125 ع. 2: 377–83. DOI:10.1017/S0950268899004525. PMC:2869610. PMID:11117961.
- Herlihy، Stacy Mintzer؛ Hagood، E. Allison؛ Offit، Paul A. (2012). Your Baby's Best Shot: Why Vaccines Are Safe and Save Lives. Rowman & Littlefield Publishers. ISBN:978-1442215788. مؤرشف من الأصل في 2022-06-19.
- Miller، C. L. (1985). "Deaths from measles in England and Wales, 1970–83". Br Med J (Clin Res Ed). ج. 290 ع. 6466: 443–4. DOI:10.1136/bmj.290.6466.443. PMC:1417782. PMID:3918622.
- Myers MG، Pineda D (2008). Do Vaccines Cause That?! A Guide for Evaluating Vaccine Safety Concerns. Galveston, TX: Immunizations for Public Health (i4ph). ISBN:0-9769027-1-0.
- Naono, Atsuko, (2006). "Vaccination Propaganda: The Politics of Communicating Colonial Medicine in Nineteenth-Century Burma" (PDF). SOAS Bulletin of Burma Research. ج. 4 ع. 1: 30–44. مؤرشف من الأصل (PDF) في 2022-06-27.{{استشهاد بدورية محكمة}}:  صيانة الاستشهاد: أسماء متعددة: قائمة المؤلفين (link) صيانة الاستشهاد: علامات ترقيم زائدة (link)
- Offit, Paul A.  [لغات أخرى]‏ (2008). [[رسل التوحد المضللين]]. Columbia University Press. ISBN:978-0-231-14636-4. مؤرشف من الأصل في 2022-06-15. {{استشهاد بكتاب}}: تعارض مسار مع وصلة (مساعدة)صيانة الاستشهاد: أسماء عددية: قائمة المؤلفين (link) صيانة الاستشهاد: أسماء متعددة: قائمة المؤلفين (link) صيانة الاستشهاد: علامات ترقيم زائدة (link)
- Offit, Paul A.  [لغات أخرى]‏ (2012). Deadly Choices: How the Anti-Vaccine Movement Threatens Us All. Basic Books. ISBN:978-0465029624. مؤرشف من الأصل في 2022-06-27.{{استشهاد بكتاب}}:  صيانة الاستشهاد: أسماء عددية: قائمة المؤلفين (link) صيانة الاستشهاد: أسماء متعددة: قائمة المؤلفين (link) صيانة الاستشهاد: علامات ترقيم زائدة (link)
- Orenstein W، Hinman A (1999). "The immunization system in the United States – the role of school immunization laws". Vaccine. 17 Suppl 3: S19–24. DOI:10.1016/S0264-410X(99)00290-X. PMID:10559531.
- Spier R (1998). "Ethical aspects of vaccines and vaccination". Vaccine. ج. 16 ع. 19: 1788–94. DOI:10.1016/S0264-410X(98)00169-8. PMID:9795382.
- Vermeersch E (1999). "Individual rights versus societal duties". Vaccine. ج. 17 ع. Suppl 3: S14–7. DOI:10.1016/s0264-410x(99)00289-3. PMID:10627239.
- Wolfe RM، Sharp LK، Lipsky MS (2002). "Content and design attributes of antivaccination web sites". JAMA. ج. 287 ع. 24: 3245–8. DOI:10.1001/jama.287.24.3245. PMID:12076221. مؤرشف من الأصل في 2010-01-22.
- "Six common misconceptions about immunization". World Health Organization. 16 فبراير 2006. مؤرشف من الأصل في 2020-09-26. اطلع عليه بتاريخ 2006-11-02.
- Lewandowsky et al. Anti-Vax Psychology Study Report. - Mooney, Chris (2 أكتوبر 2013). "If You Distrust Vaccines, You're More Likely to Think NASA Faked the Moon Landings". ماذر جونز (مجلة). مؤرشف من الأصل في 2020-09-26. اطلع عليه بتاريخ 2016-02-02.

## وصلات خارجية
- Vaccination على مشروع الدليل المفتوح
- "Immunizations, vaccines and biologicals". منظمة الصحة العالمية. مؤرشف من الأصل في 2020-09-26.
- "Vaccines & immunizations". مراكز مكافحة الأمراض واتقائها. مؤرشف من الأصل في 2020-09-26.
- The Vaccine War. FRONTLINE. 27 أبريل 2010. PBS. مؤرشف من الأصل في 2020-09-26.